# Suurlaid
Suurlaid (en français : Grand îlot) est une île du golfe de Riga appartenant à l'Estonie.

## Description
Suurlaid est située au sud de l'île de Muhu. Avec Muhu, Viirelaid, Võilaid elle forme la Commune rurale de Muhu (en estonien : Muhu vald) dans le Comté de Saare.
Le village le plus proche est celui de Pädaste sur la côte sud de  Muhu. 
La mer environnant l'île est très poissonneuse et la ferme de l'île fait paître vaches et moutons au printemps et en été.